# Edentosuchus
Edentosuchus is een geslacht van uitgestorven protosuchide Crocodylomorpha. 

## Naamgeving
Het is bekend van fossielen gevonden in rotsen van de Tugulu-groep uit het Vroeg-Krijt in het Junggar-bekken, Xinjiang, Volksrepubliek China. Tot op heden zijn twee gedeeltelijke schedels en verschillende halswervels bekend. Een gearticuleerd gedeeltelijk postcraniaal skelet kan ook tot dit geslacht behoren, maar er is geen overlappend materiaal met bekende Edentosuchus-exemplaren. 
Edentosuchus werd in 1973 beschreven door Yang Zhongjian (C.C. Young), en is gebaseerd op IVPP V 3236, een gedeeltelijke schedel, een voorste paar onderkaken, zeven halswervels, drie ruggenwervels en het bovenste uiteinde van een dijbeen. De typesoort is Edentosuchus tienshanensis. De geslachtsnaam betekent 'tandeloze krokodil' omdat van de schedel de tanddragende snuit afgebroken was. De soortaanduiding verwijst naar de herkomst uit het Tienshangebergte. Als paratype werd een rechteronderkaak aangewezen.
Een gezamenlijke Natural History Museum of Los Angeles County-National Geological Museum of China-expeditie heeft in 2000 nog een gedeeltelijke schedel gevonden, specimen GMPKU-P 200101.

## Beschrijving
Edentosuchus is een kleine soort. De schedels zijn alle minder dan tien centimeter lang.
Edentosuchus had duidelijk heterodontische tanden. In de bovenkaak waren de tanden in de punt van de snuit (premaxillae) conisch. Na deze hadden de eerste twee tanden van de maxillae drie knobbels. De volgende twee hadden talrijke kleine knobbels, en de vijfde en laatste was bolvormig, groter dan andere, met kleine knobbels. In de onderkaak hadden verschillende van de negen tanden aan elke kant kleine knobbels, maar de tweede tand was een sterk vergrote hoektand. De schedel van het holotype was slechts enkele centimeters lang. Er was een korte, relatief smalle snuit en een breed achterste gedeelte.

## Fylogenie
Yang heeft het oorspronkelijk toegewezen aan zijn eigen familie Edentosuchidae binnen Protosuchia, maar later onderzoek door Diego Pol en collega's die het nieuwe materiaal gebruikten, wees uit dat het een protosuchide was.

## Levenswijze
Edentosuchus leefde in een hete, seizoensgebonden droge habitat met overstromingsvlakten. Erbij leefden schildpadden, dsungaripteride pterosauriërs en theropoden, sauropoden, stegosauriërs, psittacosauriden en ornithopoden.